# Spice and Wolf
Spice and Wolf (jap. 狼と香辛料 Ōkami to kōshinryō) – seria light novel napisana przez Isunę Hasekurę z ilustracjami Jū Ayakury, publikowana przez wydawnictwo ASCII Media Works pod imprintem Dengeki Bunko od lutego 2006.
Na podstawie powieści Keito Koume narysował mangę, która ukazywała się w czasopiśmie Dengeki Maoh wydawnictwa ASCII Media Works od września 2007 do grudnia 2017. W Polsce prawa do jej dystrybucji zakupiło wydawnictwo Studio JG.
Na podstawie serii powstały dwa sezony anime emitowane od stycznia 2008 do września 2009 oraz dwa odcinki OVA. Nowa adaptacja anime była emitowana od kwietnia do września 2024.
Z okazji 10. rocznicy wydania powieści Isuna Hasekura rozpoczął pracę nad kontynuacją, której pierwszy rozdział został wydany w kwietniu 2016 i ukazuje wydarzenia 10 lat po zakończeniu tomu 17.

## Fabuła
Historia Spice and Wolf skupia się wokół 25-letniego Krafta Lawrence’a, wędrownego kupca, który handluje różnymi produktami jeżdżąc od miasta do miasta, aby zarobić na życie w świecie przypominającym Europę końca XVI wieku. Jego głównym celem jest zebranie wystarczającej sumy pieniędzy, aby założyć swój własny sklep, a on sam podróżuje już od siedmiu lat zdobywając doświadczenie w handlu. Pewnej nocy, gdy zatrzymał się w miejscowości Pasloe, zastaje w swoim wozie pogańskie bóstwo-wilczycę o imieniu Holo, która ma ponad 600 lat. Z wyglądu przypomina zwykłą 15-letnią dziewczynę, z wyjątkiem ogona i wilczych uszu. Przedstawia się jako bogini żniw tego miasta, która zapewniała jego mieszkańcom pomyślne zbiory pszenicy przez wiele lat. Holo chce wrócić do swojej ojczyzny na północy zwanej Yoitsu. Wierzy, że ludzie ją opuścili, a ona dotrzymała już swojej obietnicy opieki nad plonami. Chce także podróżować, aby zobaczyć jak zmienił się świat po tym, jak przebywała w jednym miejscu przez lata. Podczas podróży, jej mądrość pomaga Lawrence’owi zwiększyć zyski, ale także jej prawdziwa natura przyciąga niechcianą uwagę Kościoła.

## Bohaterowie
- Kraft Lawrence (jap. クラフト・ロレンス Kurafuto Rorensu)

Seiyū: Jun Fukuyama 
Kraft Lawrence, który znany jest głównie z nazwiska, jest 25-letnim podróżnym kupcem podróżującym z miasta do miasta kupując i sprzedając różne rzeczy, aby zarobić na życie. Gdy miał dwanaście lat, został uczniem krewnego kupca. Jego życiowym celem jest, aby zebrać wystarczającą ilość pieniędzy na rozpoczęcie swojego własnego sklepu, dlatego też podróżuje od siedmiu lat zdobywając doświadczenie w handlu. Pewnej nocy spotyka Holo i ostatecznie zgadza się na jej wspólną podróż z nim. Dziewczyna pomaga mu udzielając swojej mądrości. W miarę rozwoju serii zarówno Lawrence, jak i Holo wykazują rosnącą sympatię do siebie. Chociaż Lawrence rzadko uzewnętrznia swoje emocje wyrazem twarzy, naprawdę dba o Holo. Wyraża swoje uczucia poprzez działania.
- Holo[a][b] (jap. ホロ Horo)

Seiyū: Ami Koshimizu 
Holo jest wilczycą i bóstwem żniw oryginalnie pochodzącą z północnej krainy znanej jako Yoitsu, przywodzącej na myśl podobieństwo do legendarnej krainy Hyperborei. Obiecała z ludziom z miasta Pasloe, że zapewni miastu dobre zbiory pszenicy co roku. Jednak w miarę upływu czasu, mieszkańcy powoli porzucają Holo i nie polegają na niej, jak niegdyś, dlatego też Holo ucieka z miasta na wozie Lawrence’a. Rozpoczynają wspólną podróż. Holo chce zobaczyć, jak bardzo świat się zmienił od czasu, kiedy była w Pasloe. Holo przybrała postać dziewczyny młodszej niż Lawrence, choć nadal zachowuje swój wilczy ogon i uszy. Jej prawdziwą formą jest postać ogromnego wilka, którego czci i obawia się wiele osób.
- Yarei (jap. ヤレイ)

Seiyū: Tomokazu Sugita (Merchant Meets the Wise Wolf) 
- Chloe (jap. クロエ Kuroe)

Seiyū: Kaori Nazuka 
- Norah Arendt (jap. ノーラ・アレント Nōra Arento)

Seiyū: Mai Nakahara 
- Fermi Amati (jap. フェルミ・アマーティ Ferumi Amāti)

Seiyū: Saeko Chiba 
- Dian Rubens (jap. ィアン・ルーベンス Dian Rūbensu)

Seiyū: Akeno Watanabe 
- Marc Cole (jap. マルク・コール Maruku Kōru)

Seiyū: Rikiya Koyama 
- Eve Boland (jap. エーブ・ボラン Ēbu Boran)

Seiyū: Romi Park 

## Light novel
Seria została napisana przez Isunę Hasekurę, a ilustracje do niej wykonał Jū Ayakura. W 2005 roku Hasekura zgłosił pierwszą książkę z cyklu do dwunastej edycji konkursu Dengeki shōsetsu taishō, zdobywając Srebrną Nagrodę. Łącznie opublikowano 17 tomów, które ukazywały się między 10 lutego 2006 a 10 lipca 2011 nakładem wydawnictwa ASCII Media Works pod imprintem Dengeki Bunko.
Z okazji 10. rocznicy serii, Hasekura rozpoczął pisanie kontynuacji w 49. numerze Dengeki Bunko Magazine, wydanym 9 kwietnia 2016. 10 września 2016 publikacja nowych książek z serii została wznowiona wraz z ukazaniem się tomu 18.
Od 10 września 2016 ukazuje się spin-off serii zatytułowany, Shinsetsu ōkami to kōshinryō: Ōkami to yōhishi (jap. 新説 狼と香辛料 狼と羊皮紙), który skupia się na postaciach Cole’a i Myuri, córki Lawrence’a i Holo.
| Nr | Data wydania (język japoński) | ISBN (język japoński)  |
| -- | ----------------------------- | ---------------------- |
| 1  | 10 lutego 2006                | ISBN 978-4-04-866931-3 |
| 2  | 10 czerwca 2006               | ISBN 978-4-04-866932-0 |
| 3  | 10 października 2006          | ISBN 978-4-04-869417-9 |
| 4  | 10 lutego 2007                | ISBN 978-4-04-869064-5 |
| 5  | 10 sierpnia 2007              | ISBN 978-4-04-869439-1 |
| 6  | 10 grudnia 2007               | ISBN 978-4-04-869447-6 |
| 7  | 10 lutego 2008                | ISBN 978-4-04-867700-4 |
| 8  | 10 maja 2008                  | ISBN 978-4-04-867068-5 |
| 9  | 10 września 2008              | ISBN 978-4-04-867210-8 |
| 10 | 10 lutego 2009                | ISBN 978-4-04-867522-2 |
| 11 | 10 maja 2009                  | ISBN 978-4-04-867809-4 |
| 12 | 10 sierpnia 2009              | ISBN 978-4-04-867933-6 |
| 13 | 10 listopada 2009             | ISBN 978-4-04-868140-7 |
| 14 | 10 lutego 2010                | ISBN 978-4-04-868326-5 |
| 15 | 10 września 2010              | ISBN 978-4-04-868829-1 |
| 16 | 10 lutego 2011                | ISBN 978-4-04-870265-2 |
| 17 | 10 lipca 2011                 | ISBN 978-4-04-870685-8 |
| 18 | 10 września 2016              | ISBN 978-4-04-892355-2 |
| 19 | 10 maja 2017                  | ISBN 978-4-04-892891-5 |
| 20 | 10 lutego 2018                | ISBN 978-4-04-893619-4 |
| 21 | 10 stycznia 2019              | ISBN 978-4-04-912200-8 |
| 22 | 10 grudnia 2019               | ISBN 978-4-04-912904-5 |
| 23 | 10 września 2021              | ISBN 978-4-04-913942-6 |
| 24 | 7 stycznia 2023               | ISBN 978-4-04-914819-0 |

## Manga
Na podstawie light novel powstała manga zilustrowana przez Keito Koume, która ukazywała się w czasopiśmie Dengeki Maoh od 27 września 2007 do 27 grudnia 2017. Wydawnictwo ASCII Media Works zebrało jej rozdziały w 16 tankōbonach, wydawanych od 27 marca 2008 do 27 lutego 2018.
W Polsce seria została wydana nakładem wydawnictwa Studio JG w latach 2013–2018.
| Nr                                           | Język japoński       | Język japoński         | Język polski        | Język polski           |
| Nr                                           | Data wydania         | ISBN                   | Data wydania        | ISBN                   |
| -------------------------------------------- | -------------------- | ---------------------- | ------------------- | ---------------------- |
| 1                                            | 27 marca 2008        | ISBN 978-4-04-866696-1 | 25 marca 2013       | ISBN 978-83-61356-62-2 |
| Lista rozdziałów - Rozdziały 1–6             |                      |                        |                     |                        |
| 2                                            | 27 stycznia 2009     | ISBN 978-4-04-867559-8 | 25 maja 2013        | ISBN 978-83-61356-67-7 |
| Lista rozdziałów - Rozdziały 7–12 - Dodatek  |                      |                        |                     |                        |
| 3                                            | 27 lipca 2009        | ISBN 978-4-04-867963-3 | 4 września 2013     | ISBN 978-83-61356-73-8 |
| Lista rozdziałów - Rozdziały 13–18 - Dodatek |                      |                        |                     |                        |
| 4                                            | 27 marca 2010        | ISBN 978-4-04-868516-0 | 9 grudnia 2013      | ISBN 978-83-61356-82-0 |
| Lista rozdziałów - Rozdziały 19–24 - Dodatek |                      |                        |                     |                        |
| 5                                            | 27 października 2010 | ISBN 978-4-04-868921-2 | 21 marca 2014       | ISBN 978-83-61356-92-9 |
| Lista rozdziałów - Rozdziały 25–30 - Dodatek |                      |                        |                     |                        |
| 6                                            | 4 kwietnia 2011      | ISBN 978-4-04-870500-4 | 27 maja 2014        | ISBN 978-83-61356-98-1 |
| Lista rozdziałów - Rozdziały 31–35 - Dodatek |                      |                        |                     |                        |
| 7                                            | 27 lutego 2012       | ISBN 978-4-04-886294-3 | 13 sierpnia 2014    | ISBN 978-83-8001-014-7 |
| Lista rozdziałów - Rozdziały 36–41           |                      |                        |                     |                        |
| 8                                            | 27 października 2012 | ISBN 978-4-04-891051-4 | 14 listopada 2014   | ISBN 978-83-8001-030-7 |
| Lista rozdziałów - Rozdziały 42–47           |                      |                        |                     |                        |
| 9                                            | 27 sierpnia 2013     | ISBN 978-4-04-891839-8 | 4 lutego 2015       | ISBN 978-83-8001-042-0 |
| Lista rozdziałów - Rozdziały 48–54           |                      |                        |                     |                        |
| 10                                           | 26 kwietnia 2014     | ISBN 978-4-04-866488-2 | 9 kwietnia 2015     | ISBN 978-83-8001-055-0 |
| Lista rozdziałów - Rozdziały 55–61           |                      |                        |                     |                        |
| 11                                           | 20 grudnia 2014      | ISBN 978-4-04-869054-6 | 8 marca 2017        | ISBN 978-83-8001-193-9 |
| Lista rozdziałów - Rozdziały 62–67           |                      |                        |                     |                        |
| 12                                           | 27 sierpnia 2015     | ISBN 978-4-04-865172-1 | 3 sierpnia 2017     | ISBN 978-83-8001-224-0 |
| Lista rozdziałów - Rozdziały 68–74           |                      |                        |                     |                        |
| 13                                           | 27 lutego 2016       | ISBN 978-4-04-865725-9 | 28 listopada 2017   | ISBN 978-83-8001-260-8 |
| Lista rozdziałów - Rozdziały 75–80           |                      |                        |                     |                        |
| 14                                           | 27 września 2016     | ISBN 978-4-04-892341-5 | 30 marca 2018       | ISBN 978-83-8001-284-4 |
| Lista rozdziałów - Rozdziały 81–86           |                      |                        |                     |                        |
| 15                                           | 27 maja 2017         | ISBN 978-4-04-892911-0 | 29 czerwca 2018     | ISBN 978-83-8001-326-1 |
| Lista rozdziałów - Rozdziały 87–92           |                      |                        |                     |                        |
| 16                                           | 27 lutego 2018       | ISBN 978-4-04-893596-8 | 8 października 2018 | ISBN 978-83-8001-359-9 |
| Lista rozdziałów - Rozdziały 93–99           |                      |                        |                     |                        |

Manga na podstawie spin-offu Shinsetsu ōkami to kōshinryō: Ōkami to yōhishi jest wydawana w magazynie Dengeki Maoh od 27 maja 2019. Ilustratorem tej serii jest Hidori. Pierwszy tom ukazał się 27 grudnia 2019.
| Nr | Data wydania (język japoński) | ISBN (język japoński)  |
| -- | ----------------------------- | ---------------------- |
| 1  | 27 grudnia 2019               | ISBN 978-4-04-912934-2 |
| 2  | 24 października 2020          | ISBN 978-4-04-913423-0 |

## Anime

### Pierwsza adaptacja (2008–2009)
Telewizyjny serial anime wyprodukowany przez studio Imagin był emitowany w Japonii między 9 stycznia a 26 marca 2008 na antenie Chiba TV; wyemitowano 12 z 13 odcinków, przy czym odcinek 7 był dostępny wyłącznie na DVD jako OVA. Seria została wydana w Japonii przez Pony Canyon na sześciu płytach DVD, z których pierwsza zawiera trzy odcinki, a każda kolejna po dwa. Wydania ukazywały się między 2 kwietnia a 29 sierpnia 2008. 30 stycznia 2009 została wydana również edycja na Blu-ray. Serial został wyreżyserowany przez Takeo Takahashiego, scenariusz napisał Naruhisa Arakawa, a projekty postaci dostarczył Kazuya Kuroda. Motywem otwierającym jest „Tabi no tochū” (jap. 旅の途中) autorstwa Natsumi Kiyoury, natomiast końcowym „Ringo biyori: The Wolf Whistling Song” (jap. リンゴ日和 ～The Wolf Whistling Song) w wykonaniu Rocky Chack; oba single zostały wydane 6 lutego 2008.
Drugi sezon anime zatytułowany Ōkami to kōshinryō II był emitowany w Japonii między 9 lipca a 24 września 2009. Większość ekipy produkcyjnej z pierwszego sezonu powróciła, z wyjątkiem Kazuyi Kurody, który został zastąpiony przez Toshimitsu Kobayashiego jako projektant postaci i główny reżyser animacji. Seria została zanimowana przez studia Brain’s Base i Marvy Jack zamiast Imagin. Motyw otwierający, zatytułowany „Mitsu no yoake”, zaśpiewała Akino Arai, natomiast motyw końcowy, „Perfect World”, wykonał zespół Rocky Chack. Drugi odcinek OVA został wydany w pakiecie z książką obrazkową zatytułowaną Ōkami to kōshinryō: Ōkami to kin no mugiho (jap. 「狼と香辛料」狼と金の麦穂), która została napisana i zilustrowana przez autorów light novel. Ukazała się ona 30 kwietnia 2009 nakładem wydawnictwa ASCII Media Works pod imprintem Dengeki Bunko Visual Novel.

### Remake (2024)
Nowa adaptacja anime została ogłoszona 25 lutego 2022 z okazji 15-lecia powieści. Później potwierdzono, że będzie to remake serii zatytułowany Ōkami to kōshinryō: Merchant Meets the Wise Wolf. Za produkcję odpowiadało studio Passione, za reżyserię Hijiri Sanpei, wraz z Takahashim powracającym jako główny reżyser, muzykę skomponował Kevin Penkin, a Fukuyama i Koshimizu powrócili, aby ponownie wcielić się w role odpowiednio Lawrence’a i Holo. Anime było emitowane od 2 kwietnia do 24 września 2024 w stacjach TV Tokyo, TV Osaka, TV Aichi, BS TV Tokyo i AT-X. Motywem otwierającym jest „Tabi no yukue” (jap. 旅のゆくえ) w wykonaniu Hany Hope, natomiast końcowym „Andante” (jap. アンダンテ) autorstwa ClariS. Drugi motyw otwierający, zatytułowany „Sign”, zaśpiewała Aimer, natomiast drugi motywem końcowy, „Ringo to kimi” (jap. りんごと君), wykonuje NeRiAme.
Po emisji ostatniego odcinka zapowiedziano powstanie drugiego sezonu.

## Gry komputerowe
Powieść wizualna z elementami symulatora randkowego i prowadzenia biznesu zatytułowana Spice and Wolf: Holo’s and My One Year (jap. 狼と香辛料 ボクとホロの一年 Ōkami to kōshinryō boku to Horo no ichinen), została opracowana przez ASCII Media Works na konsolę Nintendo DS i została wydana w Japonii 26 czerwca 2008. Gracz wciela się w nieznaną z imienia postać (tytułowego „Boku”, który bardzo przypomina Krafta Lawrence’a). W zamian za tanie nabycie wozu Holo, obiecuje on pomóc jej odnaleźć rodzinne miasto przed końcem roku, wykorzystując swoje umiejętności kupieckie do zakupu informacji. W międzyczasie gracz zwiększa swoją zażyłość z nią poprzez różne wydarzenia, potencjalnie skutkujące różnymi zakończeniami. Historia różni się od tej z oryginalnych powieści i jest przedstawiona jako alternatywny wszechświat. Gra została wydana zarówno w edycji regularnej jak i limitowanej, z czego ta druga zawierała między innymi naturalnej wielkości plakat Holo.
Sequel, również wydany przez ASCII Media Works na konsolę Nintendo DS, ukazał się 17 września 2009 w Japonii pod tytułem Spice and Wolf: The Wind that Spans the Sea (jap. 狼と香辛料 海を渡る風 Ōkami to kōshinryō umi o wataru kaze).

## Odbiór
ASCII Media Works poinformowało, że do listopada 2009 w Japonii zostało sprzedanych ponad 3,5 miliona egzemplarzy pierwszych dziewięciu tomów powieści. Seria została nazwana przez Mainichi Shimbun „unikalną opowieścią fantastyczną” z powodu fabuły skupiającej się na ekonomii, handlu i sprzedaży, a nie na typowych tematach fantasy, takich jak miecze i magia.